# Kızılhisar Dağı
Der Kızılhisar Dağı ist ein 2241 m hoher Berg in der Provinz Denizli im Südwesten der Türkei, 62 km südöstlich der Provinzhauptstadt Denizli, 15 km südwestlich der gleichnamigen Stadt Kızılhisar und 23 km südöstlich der Stadt Tavas.